# Schirgiswalde-Kirschau
Schirgiswalde-Kirschau település Németországban, azon belül Szászország tartományban. Lakosainak száma 5978 fő (2023. december 31.).

## Népesség
A település népességének változása:
| Lakosok száma | 6299 | 6227 | 6084 | 6057 | 5978 |
|               | 2017 | 2019 | 2021 | 2022 | 2023 |